# Salim ibn Sultan
Salim ibn Sultan (àrab: سالم بن سلطان, Sālim b. Sulṭān) (Sumail, 11 de setembre de 1790 – Masqat, 4 d'abril 1821) va ser sultà d'Oman. Va governar conjuntament amb el seu germà Saïd ibn Sultan entre 1804 i 1806.

## Biografia
Salim ibn Sultan era fill del Sultan ibn Ahmad, que va governar Oman entre 1792 i 1804. Sultan ibn Ahmad va morir el 1804 en una expedició a Bàssora. Va nomenar Mohammed ibn Nasir ibn Mohammed al-Jabri com a regent i guardià dels seus dos fills, Salim ibn Sultan i Saïd ibn Sultan. El germà del seu pare, però, Qais ibn Ahmad, governant de Suhar, va decidir intentar prendre el poder. A principis de 1805 Qais i el seu germà Mohammed van marxar cap al sud al llarg de la costa fins a Muttrah, que va capturar fàcilment. Qais va començar a assetjar Masqat. Mohammed ibn Nasir va intentar subornar Qais perquè desistís, però no ho va aconseguir.
Mohammed ibn Nasir va demanar ajuda a Badr ibn Saif. Després d'una sèrie de compromisos, Qais es va veure obligat a retirar-se a Sohar i Badr ibn Saif es va convertir en el governant efectiu. Aliat amb els wahhabites, Badr ibn Saif es va tornar cada cop més impopular. Per apartar els seus protegits, Badr ibn Saif va nomenar Salim ibn Sultan governador d'Al Maşna'ah, a la costa de Batinah i Saïd ibn Sultan governador de Barka. El 1806 Saïd ibn Sultan va fer anar Badr ibn Saif a Barka i el va assassinar. Saïd llavors va ser proclamat governant d'Oman.
Pel que sembla, Saïd ibn Sultan es va convertir en l'únic governant amb el consentiment del seu germà. La seva tia, la filla de l'imam Ahmad ibn Saïd al-BuSaïdi, sembla haver influït en aquesta decisió. A finals de maig de 1810, Salim ibn Sultan va ser enviat en una missió a Pèrsia per buscar ajuda en la lluita contra els wahhabites al nord d'Oman. Va morir a Masqat l'abril de 1821.
Va deixar tres hereus masculins, Muhammad, Hamed i Sirhan.